# Slatina nad Zdobnicí
Slatina nad Zdobnicí là một làng thuộc huyện Rychnov nad Kněžnou, vùng Královéhradecký, Cộng hòa Séc.